# Victor Morawetz

Victor Morawetz

Victor Morawetz (* 3. April 1859 in Baltimore; † 18. Mai 1938 in Charleston, South Carolina) war ein amerikanischer Jurist und Eisenbahnmanager.
Er galt zu seiner Zeit als einer der wichtigsten Unternehmensjuristen in den Vereinigten Staaten.

## Herkunft und Ausbildung
Victor Morawetz wurde als Sohn des in die Vereinigten Staaten ausgewanderten österreichischen Arztes Leopold Franz (Francis) Morawetz und seiner Frau Elise Meyer geboren. Seine Schulbildung erhielt er an Privatschulen in Baltimore. Anschließend war er ab 1873 auf verschiedenen Schulen und Universitäten in Deutschland, der Schweiz und Frankreich. Er vervollständigte seine Sprachkenntnisse in Französisch, Deutsch und Spanisch und lernte das Violinspiel. Nach seiner Rückkehr in die Vereinigten Staaten 1876 ging er an die Harvard Law School. Im Alter von 20 Jahren macht er dort 1879 seinen Abschluss. Von 1880 bis 1882 war er eher weniger erfolgreich als Rechtsanwalt in Chicago tätig. Die freie Zeit nutzte er, um sein 1882 erscheinendes Werk A Treatise on the Law of Private Corporations, das das erste Werk in diesem juristischen Fachgebiet war, zu verfassen.

## Karriere als Unternehmensjurist
Der Erfolg seines Buches begründete seinen Ruf als Unternehmensjurist. Im gleichen Jahr wechselte er nach New York. Dort kam er in Verbindung mit dem Unternehmer Andrew Carnegie. Dieser beauftragte ihn mit der Klärung einer Rechtsangelegenheit im Bahnbereich. Der erfolgreiche Abschluss dieses Verfahrens führte dazu, dass Morawetz zum persönlichen Anwalt von Carnegie wurde. Am 1. April 1887 trat er in die Anwaltskanzlei Seward, Da Costa & Guthrie ein und wurde am 5. Juli 1890 Partner dieser nunmehr als Seward, Guthrie & Morawetz (heute: Cravath, Swaine & Moore) firmierenden Kanzlei. Dort unterstützte er Charles M. da Costa bei der rechtlichen Beratung und Begleitung von Bahngesellschaften und anderen Unternehmen. Später übernahm er diesen Bereich selbstständig. Dabei kam er in engen Kontakt mit dem Klienten und Bankier J. P. Morgan sowie dem Bankhaus Kuhn, Loeb & Co.
In der Folge kam es zu einer engen Zusammenarbeit mit Morgan und er vertrat die Interessen des Bankiers in den von Morawetz begleiteten und geleiteten Reorganisationen von insolventen Bahngesellschaften Ende der 1890er-Jahre. 1894 war er der leitende juristische Berater bei der Reorganisation der insolventen Atchison, Topeka and Santa Fe Railroad. 1896 wurde er der Hauptjurist des reorganisierten Unternehmens und 1900 wurde er der Vorsitzende (Chairman) des Executive Committee. Diese Position hatte er bis 1909 inne. Zur gleichen Zeit war er auch bei der Reorganisation der Norfolk and Western Railway aktiv und wurde 1896 Mitglied des Boards und Hauptjurist des Unternehmens. Auf Grund dieser Tätigkeiten verließ er zum 31. Oktober 1896 die Anwaltskanzlei und war fortan beinahe ausschließlich für die rechtliche Beratung und Betreuung dieser Bahngesellschaften aktiv. Dabei spielte zum einen eine Rolle, dass in den vorangegangenen drei Jahren Morawetz eine sehr hohe Arbeitslast zu bewältigen hatte. Zum anderen war das Einkommen aus den beiden Tätigkeiten bei den Bahngesellschaften für seinen Lebensstil ausreichend, außerdem wurden durch die Aufgabe der Tätigkeit in der Kanzlei eventuelle Interessenkonflikte vermieden.
Morawetz unterhielt jedoch noch weiterhin ein Büro in New York, von dem aus er seine Tätigkeit für die beiden Bahngesellschaften koordinierte und sich ausgewählten rechtlichen Problemstellungen widmete. 1901 war Morawetz an der Gründung der US Steel Corporation beteiligt.

## Privatier
Seine größeren Aktieninvestitionen in die Bahngesellschaften ATSF, N&W sowie die Union Pacific Railroad und deren wirtschaftlich erfolgreichen Entwicklung ermöglichten es ihm, 1910 im Alter von 51 Jahren seine Anwaltstätigkeit und sonstigen wirtschaftlichen Tätigkeiten weitgehend einzustellen. In der Folge widmete sich der kränkelnde Morawetz seinen sonstigen Interessen und unterstützte wohltätige Aktivitäten.
Er war unter anderem ein begeisterter Parforcejäger. Daneben war er Mitglied mehrerer New Yorker Clubs (unter anderem Union, Union League, Metropolitan, Century Association, Harvard, Down Town Association und University) und schrieb juristische Abhandlungen für die Law Reviews der Harvard University und der Columbia University. Gemeinsam mit Elihu Root und George W. Wickersham gründete er 1923 das American Law Institute.

## Familie und Erbe
Victor Morawetz heiratete am 20. April 1911 Violet Westcott, die Tochter des Schriftstellers Edward Noyes Westcott. Diese starb am 15. Dezember 1918. 1924 heiratete er Marjorie Nott. Beide Ehen blieben kinderlos.
1911 erwarb er das Anwesen Three Ponds in Woodbury auf Long Island. Die Architekten Delano and Aldrich bauten es zum später als Woodlands bezeichneten Anwesen aus. 1928 verkaufte er den Besitz an Andrew W. Mellon. Zusammen mit seiner zweiten Frau ließ er sich 1929 in Charleston nieder. Er erwarb 1930 das in Ruinen gefallene, aus dem Jahr 1730 stammende Anwesen Fenwick Hall. Er ließ das Gebäude aufbauen und legte den Garten wieder neu an. Darin enthalten war ein großer Kakteengarten, der nur von demjenigen in der Huntington Library in Pasadena übertroffen wurde. Der Kakteenforscher Curt Backeberg benannte nach ihm die Kakteenart Cleistocactus morawetzianus. Morawetz hatte zwei von Backebergs Forschungsreisen finanziert.
Außerdem setzte er sich in Charleston für den Erhalt von Baudenkmälern und die Bewahrung der Spirituals (Society for the Preservation of Spirituals) ein.
Er starb am 18. Mai 1938 nach einem Herzinfarkt in Charleston. Nach seinem Tod verwaltete seine Witwe sein Vermögen. Nach deren Tod ging das Vermögen an den Boys Club of New York, die Medical Society of South Carolina, das Roper Hospital in Charleston und das Johns Hopkins Hospital.

## Werke
- 1882: A Treatise on the Law of Private Corporations (2. Auflage 1886) (Online)
- 1909: The Banking & Currency Problems in the United States (Online)
- 1927: Elements of the Law of Contracts